# Katrina Miller
Katrina Miller (ur. 15 września 1975 w Henderson) – australijska kolarka górska, trzykrotna medalistka mistrzostw świata.

## Kariera
Pierwszy sukces w karierze Katrina Miller osiągnęła w 2001 roku, kiedy podczas zdobyła srebrny medal w dualu podczas mistrzostw świata w Vail. W zawodach tych wyprzedziła ją jedynie Francuzka Anne-Caroline Chausson, a trzecie miejsce zajęła Amerykanka Tara Llanes. Na rozgrywanych rok później mistrzostwach świata w Kaprun była druga w four crossie, przegrywając tylko z Chausson. Wynik ten Australijka powtórzyła podczas mistrzostw świata w Livigno w 2005 roku, gdzie najlepsza była Jill Kintner z USA. Ponadto trzykrotnie stawała na podium klasyfikacji końcowej Pucharu Świata w kolarstwie górskim w four crossie: w sezonie 2003 była najlepsza, trzy lata później była druga, a w sezonie 2002 zajęła trzecie miejsce.